# 大露台 (加利福尼亚州)
大露台（英語：Grand Terrace），是美国加利福尼亚州圣贝纳迪诺县下属的一座城市。建市于1978年11月30日，面积大约为3.5平方英里（9.1平方公里）。根据2010年美国人口普查，该市有人口12,040人。